# 横須賀スタジアム
横須賀スタジアム（よこすかスタジアム）は、神奈川県横須賀市の追浜公園内にある横須賀市立の野球場。プロ野球・横浜DeNAベイスターズが二軍の本拠地として使用している。指定管理者制度に基づき、一般財団法人シティサポートよこすか・横浜DeNAベイスターズ共同事業体が指定管理者として運営管理を行っている。

## 歴史
1949年に「横須賀市営追浜球場（よこすかしえい おっぱまきゅうじょう）」として開場。この追浜球場を中心に整備された追浜公園内には、その後サブグラウンドが2面整備された。当時のフィールドは内野がクレー舗装、外野が天然芝で両翼91.4m、中堅118.9mで、主に神奈川県内の高校野球公式戦などアマチュア野球を中心に使用されていた。
しかし老朽化した上に施設が狭隘化するなど、不便になったことに加え1998年に開催されるかながわ・ゆめ国体（国民体育大会）の試合会場として使用する必要が出たこと、さらに市内に練習施設を置く横浜ベイスターズの二軍公式戦開催を誘致することなどを考慮して全面改築されることになった。
改築は1997年3月に竣工し、4月1日に供用を再開。同時に現名称に改称した。この改修によりフィールドは砂入り人工芝となった他、同年からベイスターズの二軍本拠地となった。
2004年7月4日には第33回日米大学野球選手権大会が開催された。2008年オフには人工芝をロングパイル人工芝に張替えている。
2013年より開催の神奈川県野球交流戦の会場となる。
2015年オフ、老朽化していたスコアボードの改修工事を行い全面フルカラーLED式となった（二軍本拠地でスコアボードが全面フリーボードとなったのは、ファイターズ鎌ケ谷スタジアム以来2箇所目）。
2016年シーズン以降の二軍教育リーグ・公式戦では、ホームのDeNAが三塁側を使用する。二軍ホームチームが三塁側を使用するのは、日本ハム・西武・ロッテ・中日・阪神・広島に続き7例目である。ただし、横浜スタジアムや神奈川県内の地方球場でのホームゲームは一軍同様に一塁側を使用する。2020年6月5日の練習試合からは一塁側がホームとなっている。
2017年11月25日、横浜DeNAのファン感謝イベント「ファンフェスティバル2017」が初めて本球場をメイン会場として開催された。例年開催していた横浜スタジアムが、当日よりスタンド増設を中心にした大規模な増築・改修工事が開始されることを受けての代替措置である。
2019年7月、ベイスターズ二軍の練習拠点を集約した（後述）。
2020年にベースボール・チャレンジ・リーグ（ルートインBCリーグ）に加入した神奈川フューチャードリームスが公式戦を開催する予定であったが、2020年は予定されていた1試合が雨天中止となり、代替試合が他球場に振替となったため、開催がなかった。2021年は改めて日程が組まれ、6月23日に初めて公式戦が開催された。
2024年9月28日、当球場で開催されたイースタン・リーグ公式戦「DeNA×ロッテ」でDeNAが8 - 0で勝利し、横浜大洋ホエールズ時代の1982年以来、42年ぶり4度目となるイースタン・リーグ優勝を決めた。

## プロ野球公式戦開催実績
横須賀市営追浜球場時代に4試合開催。内訳は1リーグ時代1試合、セ・リーグ2試合、パ・リーグ1試合。
- 1949年11月27日 東急フライヤーズ 5-0 大陽ロビンス
- 1950年3月22日 大阪タイガース 5-6 大洋ホエールズ
- 1950年5月6日 読売ジャイアンツ 3-7 広島カープ
- 1950年7月2日 東急フライヤーズ 3-7 大映スターズ

## その他
- DeNAの二軍公式戦のうち、夏季の試合は主にナイターで開催されている。ただしこれは二軍戦に限ったことではなく、プロ野球では夏季の屋外球場での試合はナイターで開催するのが通例となっている。

## 施設概要
- 両翼：98m、中堅：122m
- 内外野：ロングパイル人工芝（フィールドターフ社製[8]）
- 収容人員：5,000人
- スコアボード：全面フルカラーLED
- 照明設備：4基

### DOCK OF BAYSTARS YOKOSUKA
2016年4月27日、横須賀市と球団は横須賀スタジアムに隣接した追浜公園の敷地内に、ファーム施設を集約するための基本協定書を締結し建設計画を進め、2019年7月に完成した。
それまで同市長浦町にあったマルハニチロアセットが所有し、球団が借り受けていたベイスターズ総合練習場の老朽化による閉鎖に伴い、横須賀スタジアムの周辺にある追浜公園第二、第三野球場を廃止した上で、練習場と合宿所を長浦町から移設し、ファームの一体化を図ることになった。これにより、ベイスターズのファームは年100試合程度を上限として当球場を優先使用するが、市民に対しても一定日数利用できるように確保する。練習場の管理は球団が行い、その賃貸契約は20年間（2019年度 - 2039年度）とする。
施設名は「DOCK OF BAYSTARS YOKOSUKA（ドック・オブ・ベイスターズ・横須賀）」と名付けられた。「DOCK」は「船渠」という意味で、造船のための施設という意味があることから「開国の地、また造船の街として知られる横須賀市を象徴する名称であるとともに、ベイスターズの若手選手が一流のプロ選手として横須賀から大海原に羽ばたいてほしい」という願いからつけられた。
施設は選手寮（青星寮）、屋外練習場（サブ球場）、屋内練習場から成り立ち、選手寮は選手・スタッフからの意見のヒヤリングをもとに、練習環境を快適にし生活場所としての機能だけでなく、集中とリラックスの切り替えを補助する空間デザインなど、野球選手としてだけでなく、人間としての成長につながるような環境を整えている。また屋外練習場は、一軍が本拠地としている横浜スタジアムのグラウンドの形状・寸法・人工芝をモデルに、忠実に再現したものになっている。
この屋外練習場はこれまで、日本野球機構（NPB）が定める対外練習試合などの実施要件を満たしていないため、対外試合での使用は事実上できない状態となっていたが、2023年をめどに観客席やスコアボードの設置、グラウンドの細部の改修などを施し、対外試合開催要件を満たせることを前提として、練習試合などの非公式戦に数試合程度使用する予定である。実現すれば2軍の本拠地である横須賀スタジアムが使用できない時などでも実践的な練習試合を行えるため、2軍選手の出場機会の少ない選手もより実践経験を養えるという期待も持たれている。
なお今回のベイスターズファームの練習場機能の整備に伴い、市民利用としての用途を廃止された追浜公園第二・第三野球場の代替として、横須賀市は夏島地区のリサイクルプラザ・アイクルと、佐原地区の佐原2丁目公園・リーフスタジアムのそれぞれの隣接地に、市民利用を目的とした新球場を建設し、順次オープンさせている。

## 交通
- 京急本線追浜駅から徒歩約15分
- 京浜急行バス「京急Lウィング前」下車後徒歩すぐ

## 応援形式
- 普段は外野芝生席が開放されておらず、夏季ナイター時や桜の季節等に開放されることがある程度である。したがって私設応援団は主に内野席で応援活動を行っている。
- 近隣の教習所跡地に後から建設された高層マンションがあるため、ベイスターズの二軍公式戦ではトランペットを使用しての応援は禁止されている（高校野球では禁止されていない）。